# Dicliptera brevispicata
Dicliptera brevispicata là một loài thực vật có hoa trong họ Ô rô. Loài này được I.Darbysh. mô tả khoa học đầu tiên năm 2007.